# Council for East and Central Africa Football Associations
Council for East and Central Africa Football Associations (arabiska: مؤتمر جمعيات شرق ووسط أفريقيا لكرة القدم, franska: Conseil des Associations de Football d'Afrique de l'Est et Centrale) även känt som CECAFA, är öst- och centralafrikas fotbollsförbund och grundades inofficiellt 1926 och officiellt 1973 och är ett av CAF:s fem regionala fotbollsförbund. CECAFA är afrikas äldsta regionala förbund.

## Medlemmar
- Burundi
- Djibouti
- Eritrea
- Etiopien
- Kenya
- Rwanda
- Somalia
- Sudan
- Sydsudan
- Tanzania
- Uganda
- Zanzibar

## Turneringar
CECAFA anordnar ett par regionala turneringar
- Östafrikanska mästerskapet för herrar (U15 ·  U17 ·  U20)
- Östafrikanska mästerskapet för damer (U17)